# Agent bez minulosti
Agent bez minulosti (v originále The Bourne Identity) je koprodukční špionážní film z roku 2002 režiséra Douga Limana, volně založený na stejnojmenném románu Roberta Ludluma z roku 1980.

## Děj
Hlavní roli tajného agenta Jasona Bournea trpícího v důsledku posttraumatické stresové poruchy ztrátou paměti hrál Matt Damon. Jeho partnerkou je Franka Potente. Film začíná, když je Bourne v noci vyloven z moře italskou rybářskou lodí a v těle má několik kulek. Ve filmu podstupuje mnoho soubojů muže proti muži. Matt Damon chtěl některé scény hrát sám (bez dabléra), proto absolvoval tříměsíční extenzivní trénink, který zahrnoval použití zbraní, boxu a filipínské bojové umění eskrima.

## Místa natáčení
Většina filmu se natáčela v Paříži a v České republice, zejména v Praze. Například park, ve kterém spí Bourne na lavičce, je park na pražské Kampě, domek na „francouzském venkově“ se nachází v pražském Suchdole a nese název Trojanův mlýn. V Praze jsou točeny i některé scény, které se údajně odehrávají v Curychu. Místo, kde Bourne Marii najde v závěru filmu, je řecký ostrov Mykonos.

## Pokračování
Na film navazují filmy Bournův mýtus (The Bourne Supremacy) z roku 2004, Bourneovo ultimátum (The Bourne Ultimatum) z roku 2007 a Bourneův odkaz (The Bourne Legacy) z roku 2012. Dne 21. února 2013 byl potvrzen plán natočit sequel s pracovním názvem Bourne 5. V lednu 2015 filmové studio posunulo jeho premiéru na 29. července 2016.